# Брас (коммуна)
Брас (фр. и окс. Bras) — коммуна на юго-востоке Франции в регионе Прованс — Альпы — Лазурный берег, департамент Вар, округ Бриньоль, кантон Сен-Максимен-ла-Сент-Бом.
Площадь коммуны — 34,93 км², население — 1987 человек (2006) с выраженной тенденцией к росту: 2543 человека (2012), плотность населения — 73,0 чел/км².

## Население
Население коммуны в 2011 году составляло 2520 человек, а в 2012 году — 2543 человека.
| 1962 | 1968 | 1975 | 1982 | 1990 | 1999 | 2004 | 2006 | 2009 | 2011 | 2012 |
| ---- | ---- | ---- | ---- | ---- | ---- | ---- | ---- | ---- | ---- | ---- |
| 704  | 601  | 638  | 677  | 1056 | 1298 | 1784 | 1987 | 2424 | 2520 | 2543 |

Динамика населения:

## Экономика
В 2010 году из 1543 человек трудоспособного возраста (от 15 до 64 лет) 1096 были экономически активными, 447 — неактивными (показатель активности 71,0 %, в 1999 году — 61,9 %). Из 1096 активных трудоспособных жителей работали 958 человек (558 мужчин и 400 женщин), 138 числились безработными (59 мужчин и 79 женщин). Среди 447 трудоспособных неактивных граждан 110 были учениками либо студентами, 161 — пенсионерами, а ещё 176 — были неактивны в силу других причин.
На протяжении 2010 года в коммуне числилось 975 облагаемых налогом домохозяйств, в которых проживало 2401,5 человек. При этом медиана доходов составила 17 826 евро на одного налогоплательщика.